# Luis Silva
Luis Saúl Silva López (Oaxaca de Juárez, 10 dicembre 1988) è un ex calciatore messicano, di ruolo attaccante.

## Carriera
Durante il periodo universitario, Silva gioca nella USL con gli Orange County Blue Star nel 2011.
Nel 2012 viene selezionato dal Toronto ai Superdraft. 
Il 7 marzo 2012 esordisce in Champions League contro i Los Angeles Galaxy nei quarti di finale, segnando una rete.
L'11 luglio segna la prima rete in MLS contro il Vancouver Whitecaps. Tre giorni dopo, segna la rete della vittoria contro il New England Revolution.
Il 9 luglio 2013 passa al D.C. United in cambio di una maggiore capacità salariale.
L'11 luglio segna la sua prima tripletta nella vittoria per 4-2 sul Montréal Impact.
Il 16 luglio 2015 passa al Real Salt Lake nello scambio con Álvaro Saborío.
Il 27 gennaio 2017 torna al Real Salt Lake dopo un anno passato tra le file del UANL Tigres.

## Palmarès

### Club
- Canadian Championship: 1

Toronto FC: 2012
- U.S. Open Cup: 1

D.C. United: 2013
- Campionato messicano: 1

Tigres UANL: Apertura 2016
- Campionato MLS: 1

Seattle Sounders: 2019